# خوان إسكوديرو
خوان إسكوديرو (بالإسبانية: Juan Escudero)‏ (25 سبتمبر 1920 بسلامنكا في إسبانيا - 3 يناير 2012) هو لاعب كرة قدم إسباني في مركز الوسط. لعب مع أتلتيكو مدريد.

## وصلات خارجية
- خوان إسكوديرو على موقع قاعدة بيانات كرة القدم.إي يو (الإنجليزية)